# THE BLUE HEARTS 2002 TRIBUTE
『THE BLUE HEARTS 2002 TRIBUTE』（ザ・ブルー・ハーツ・にせんに・トリビュート）は、日本のロックバンド、THE BLUE HEARTSのトリビュート・アルバムである。
2002年8月28日にユニバーサルJよりリリースされた。

## 解説
STANCE PUNKSや氣志團といったブルーハーツ解散後にデビューしたバンドから、NEW ROTE'KAやKENZIといったブルーハーツと同時期から活動しているバンドも参加している。

## 収録曲
1. キスしてほしい（トゥー･トゥー･トゥー） / POTSHOT
2ndシングル
2. ラインを越えて / PEALOUT
2ndアルバム『YOUNG AND PRETTY』収録
3. 情熱の薔薇 / 小島
9thシングル
4. シャララ / IN-HI
インディーズで発売されたシングル「ブルーハーツのテーマ」収録
5. TRAIN-TRAIN / U×Z×M×K（UZUMAKI）
6thシングル
6. ダンス・ナンバー / NEW ROTE'KA
1stアルバム『THE BLUE HEARTS』収録
7. 未来は僕等の手の中 / HUSKING BEE
1stアルバム『THE BLUE HEARTS』収録
8. 人にやさしく / KENZI
ブルーハーツがメジャーデビューする前に発売されたシングル
9. TOO MUCH PAIN / SA
12thシングル
10. 風船爆弾（バンバンバン） / 氣志團
3rdアルバム『TRAIN-TRAIN』収録
11. 世界のまん中 / 怒髪天
1stアルバム『THE BLUE HEARTS』収録
12. リンダリンダ / STANCE PUNKS
ブルーハーツのメジャーデビューシングル
13. 少年の詩 / PENPALS
1stアルバム『THE BLUE HEARTS』収録
14. 青空 / CYLINDER HEAD ROCK
8thシングル

## THE BLUE HEARTS TRIBUTE 2005 EDITION
2005年に発売されたトリビュートアルバム。
前作との違いは価格（2,800円から2,300円に）と収録曲「リンダ リンダ」がSTANCE PUNKSから音速ラインに変更されている点。